# Quirilelo (Ort, Liurai)
Quirilelo (Quirlelo, Querlelo, Kirilelo) ist ein osttimoresischer Ort im Suco Liurai (Verwaltungsamt Aileu, Gemeinde Aileu).

## Geographie und Einrichtungen
Das Dorf Quirilelo liegt im Osten der Aldeia Quirilelo, auf einer Meereshöhe knapp unter 1500 m. Östlich liegt in direkter Nachbarschaft der Weiler Limoloko (Aldeia Quirilelo) und dahinter das Dorf Rairema (Aldeia Rairema). Folgt man der Straße nach Südwesten, kommt man zum Dorf Raifusan (Aldeia Quirilelo).
Im Dorf Quirilelo gibt es eine Grundschule und eine Kapelle.